# Wybory parlamentarne w Hiszpanii w 2023 roku
Wybory parlamentarne w Hiszpanii w 2023 roku – wybory do Kongresu Deputowanych i Senatu, które odbyły się 23 lipca. Do obsadzenia było 350 miejsc w Kongresie Deputowanych, a także 208 z 266 miejsc w Senacie.
Drugi rząd Pedro Sáncheza utworzony po wyborach parlamentarnych w Hiszpanii w listopadzie 2019 r. składał się z lewicowej koalicji Hiszpańskiej Socjalistycznej Partii Robotniczej (PSOE) i Unidas Podemos, pierwszego takiego ogólnokrajowego rządu od czasów Drugiej Republiki Hiszpańskiej. Kadencja rządu została szybko przyćmiona wybuchem pandemii COVID-19 w marcu 2020 r., wraz z jej konsekwencjami politycznymi i gospodarczymi. Konsekwencje te obejmowały recesję gospodarczą wynikającą z rozległych blokad wdrożonych w celu ograniczenia rozprzestrzeniania się wirusa SARS-CoV-2, a także wpływ rosyjskiej inwazji na Ukrainę na gospodarkę.
Po prawej stronie politycznego spektrum, Partia Ludowa (PP) przeszła zmianę przywództwa na krajowym kongresie partii w kwietniu 2022 r., po wewnętrznym nacisku prezydentów Galicji i Madrytu, Alberto Núñeza Feijóo i Isabel Díaz Ayuso, na usunięcie lidera partii Pablo Casado. Od czasu przystąpienia Feijóo, PP prowadziła w sondażach opinii publicznej i zajęła pierwsze miejsce w wyborach regionalnych i lokalnych 28 maja 2023 r. Skrajnie prawicowy Vox był otwarty na poparcie PP w zawieszonym parlamencie w zamian za udział w rządzie i ustępstwa programowe. Liberalna partia Obywatele, niegdyś wiodąca siła, ale która straciła większość swojego poparcia od 2019 r., zdecydowała się nie startować w tych wyborach, koncentrując swoje wysiłki na wyborach do Parlamentu Europejskiego w 2024 r.
Pomimo spekulacji na temat wcześniejszych wyborów, Pedro Sánchez, urzędujący premier Hiszpanii, konsekwentnie wyrażał zamiar zakończenia kadencji zgodnie z planem w 2023 r. Początkowo ustalił wstępną datę wyborów na grudzień 2023 r., w pobliżu zakończenia hiszpańskiej prezydencji w Radzie Unii Europejskiej. Słabe wyniki bloku lewicowego w wyborach regionalnych i lokalnych w maju 2023 r., ze stratami na rzecz PP i Vox we wszystkich regionach z wyjątkiem trzech, doprowadziły do niespodziewanego wcześniejszego rozwiązania parlamentu, co uznane zostało za ryzykowny ruch ze strony Sáncheza, żeby zmylić opozycję.
W najbliższych wyborach od 1996 r. PP odnotowała największy wzrost poparcia i zapewniła sobie 137 miejsc w Kongresie, ale nie spełniła oczekiwań, które przewidywały około 150-160 miejsc. PSOE zajęła drugie miejsce i otrzymała lepszy wynik niż sondażowe przewidywania, poprawiając poprzednie wyniki, zdobywając ponad milion głosów i uzyskując najlepszy wynik od 2008 r. pod względem liczby głosów i udziału w głosach. Vox odnotował spadek liczby głosów i mandatów, podczas gdy Sumar zdobył 31 miejsc w Kongresie, co oznacza spadek liczby głosów i mandatów partii wchodzących w jego skład. Żaden z bloków nie uzyskał większości i pomimo strat wśród katalońskich partii niepodległościowych, równowaga sił została utrzymana przez partię Razem dla Katalonii (Junts) byłego prezydenta Katalonii i zbiegłego Carlesa Puigdemonta. Po nieudanej próbie Feijóo, aby zapewnić sobie większość, Sánchez zawarł porozumienie z Junts i większością parlamentarnych partii regionalistycznych i peryferyjnych partii nacjonalistycznych, wygrywając reelekcję w pierwszej turze głosowań zaplanowanej na 16 listopada bezwzględną większością 179 głosów.

## Wyniki

Wyniki według okręgów wyborczych
Wyniki według wspólnoty autonomicznej
Podział mandatów w Kongresie Deputowanych